# Csálukja-dinasztia
A Csálukja-dinasztia (Kannada: ಚಾಲುಕ್ಯರು [tʃaːɭukjə]) nagyhatalmú uralkodó dinasztia volt Indiában, amely a 6. és 12. század között uralta India középső részét és Dél-India egy részét is.
A Csálukja név egy korábbi Csalkja alakból származhatott, amely pedig egy bennszülött törzs neve lehetett.
A Csálukják szerencsecsillaga a Szatavahana birodalom hanyatlásakor majd bukásakor ívelt fel. II. Pulakeszi (vagy Immadi Pulakszi) Csálukja uralkodó már erős birodalom felett uralkodott (609-642). A király a Csálukja birodalmat a dél-indiai Pállava királyság északi határaiig terjesztette ki, északon pedig a Narmada folyó mellett aratott győzelemmel megállította Harsha észak-indiai uralkodó előrenyomulását. Délkeleten meghódította a Dekkán-fennsík keleti részét, véget vetve a Visnukundina Dinasztia két évszázados uralmának. II. Pulakeszit az indiai történelem egyik legnagyobb uralkodójának tartják.
Déli győzelmeiért a 650. körül uralkodó Pállava Naraszimhavarman állt bosszút, amikor villámháborúban megtámadta és elfoglalta a Csálukja fővárost, Vatapit (a mai Badami). Pulakeszi halála után belvillongások következtében a Csálukja birodalom meggyengült, de régi fényét visszanyerte II. Vikramaditja uralma alatt (733-744), aki legyőzte II. Nandivarman Pállava királyt és elfoglalta Kancsipuram ősi városát, a Pállavák fővárosát.
Miután a 8. századtól megerősödött a Rastrakuta Dinasztia, Vatapi Csálukjáinak hatalma ismét hanyatlani kezdett, de a 10. században ismét akadt egy uralkodójuk, II. Tailapa, aki újra megerősítette a birodalmat. Ekkorra a Csálukja dinasztia már két ágra szakadt. Tailapa nyugati Csálukja birodalmának központja Kaljani volt. A Vengi nevű keleti Csálukja királyság feletti ellenőrzésért a nyugati Csálukják folyamatosan konfliktusban álltak a Csola birodalommal.
A nyugati Csálukja birodalom végül majd háromszáz év után a Hojszala birodalom és más államok nyomása alatt összeomlott. Utolsó feljegyzett uralkodója IV. Someszvara volt (1184-1200).
A Csálukja birodalom szép épületeket és jelentős irodalmat hagyott hátra. Építészeti stílusa a dél-indiai és észak-indiai stílusok kombinációja volt.